# Eryca
Eryca (Ἐρύκη) è una città antica della Sicilia di non esatta collocazione, citata da Stefano di Bisanzio , il quale dice che è menzionata da Filisto di Siracusa, nel secondo libro della sua opera Sikelikà. Il nome della città deriva dal fiume Erykes, particolare menzionato dallo stesso Stefano. I suoi abitanti si chiamano Ericei (Erikaioi in greco).
Grazie a un frammento di Callia, riportato da Macrobio, sappiamo che Eryke distava novanta stadi dal territorio di Gela, non molto distante dal celebre luogo sacro dei fratelli Palici, i due laghetti sacri nella regione di lingua sicula che comprendeva Menainon, Paliké e altre città.
In base agli studi compiuti da Schubring la città è con ogni probabilità da identificarsi con il sito archeologico di contrada La Montagna, nel comune di Ramacca, in quanto il fiume Erykes è stato identificato con il Gornalunga. Tale identificazione risulta prevalente fra gli studiosi come Cluverius, Freeman.